# Charles McClure
Charles McClure (* 1804 bei Carlisle, Pennsylvania; † 10. Januar 1846 in Allegheny, Pennsylvania) war ein US-amerikanischer Politiker. Zwischen 1837 und 1841 vertrat er zwei Mal den Bundesstaat Pennsylvania im US-Repräsentantenhaus.

## Werdegang
Der auf der Farm Willow Grove im Cumberland County geborene Charles McClure besuchte bis 1824 das Dickinson College in Carlisle. Nach einem anschließenden Jurastudium und seiner 1826 erfolgten Zulassung als Rechtsanwalt begann er in diesem Beruf zu arbeiten. Gleichzeitig schlug er als Mitglied der Demokratischen Partei eine politische Laufbahn ein. Im Jahr 1835 war er Abgeordneter im Repräsentantenhaus von Pennsylvania.
Bei den Kongresswahlen des Jahres 1836 wurde McClure im 13. Wahlbezirk von Pennsylvania in das US-Repräsentantenhaus in Washington, D.C. gewählt, wo er am 4. März 1837 die Nachfolge von James Black antrat. Bis zum 3. März 1839 konnte er eine Legislaturperiode im Kongress absolvieren. Im Jahr 1840 wurde er bei einer Nachwahl erneut in den Kongress gewählt, wo er zwischen dem 7. Dezember 1840 und dem 3. März 1841 die laufende Legislaturperiode beendete.
Zwischen 1843 und 1845 war McClure als Secretary of State der geschäftsführende Beamter der Regierung von Pennsylvania. Dabei setzte er sich für den Ausbau des öffentlichen Schulsystems in seinem Staat ein. Er starb am 10. Januar 1846 in Allegheny, das heute zu Pittsburgh gehört.